# K-Verbände
З'єднання «К» (нім. K-Verbände) — з'єднання спеціального призначення у складі Військово-морського флоту Третього райху, призначене для ведення диверсійних і штурмових операцій у водних об'єктах і прибережній зоні.
Повна назва з'єднання: Kleinkampfverbände der Kriegsmarine (з нім. «Малі бойові одиниці Військово-морського флоту; Підрозділ малих бойових сил Військово-морського флоту»). До складу з'єднання входили підрозділи вибухаючих та торпедних катерів, мінісубмарин («Зеєгунд», «Бібер», «Гехт», «Мольх»), людинокерованих торпед та бойових плавців.